# Buenos Aires Blus
Buenos Aires Blus es un álbum de la banda argentina La Pesada, lanzado en 1972 por el sello Microfón. 
Es el único álbum que se acreditó sólo a la banda, con la participación de la cantante de jazz Donna Caroll y la orquesta de Oscar López Ruiz. 
El grupo estuvo integrado por Billy Bond, Kubero Díaz, Alejandro Medina, David Lebón, Black Amaya, Rinaldo Rafanelli y Javier Martínez, entre otros. 
Es un disco experimental, donde se combinan el rock, el blues, el jazz y el tango.

## Grabación
Participa el siempre presente Billy Bond. 
Figuran Kubero Díaz y David Lebón en guitarra, Black Amaya y Willie Cáceres en batería, Rinaldo Rafanelli y Alejandro Medina en bajo, Javier Martínez en guitarra acústica y voz, y la cantante de jazz Donna Caroll, más Oscar López Ruiz en arreglos orquestales y varios invitados. 
El primer tema es "Toda de Gris", combinación de jazz, blues, algo de tango y arreglos orquestales, con Caroll en la voz. 
Se asoman a la experimentación en "Linda Ciudad" y, a partir de aquí, salvo por un tema con sobregrabaciones de sonidos callejeros y programas radiales de tango, insisten en una serie de blues, dentro de los cuales se puede destacar "Entonces Qué", con la voz del ex Manal Javier Martínez, muy bien acompañado con piano y saxo. 
Terminan con "Ruca", con una letra que parodia a las bandas "complacientes" de la época. 
La Pesada siempre experimentó con sonidos y estilos musicales, además de bromas e ironías, este disco es un ejemplo de ello. 
En formato CD se reeditó en los años 90 por Sony Music.

## Lista de canciones
Lado A
| N.º | Título             | Duración |  |
| 1.  | «Toda de Gris»     | 6:59     |  |
| 2.  | «Linda Ciudad»     | 5:58     |  |
| 3.  | «Te Digo Basta Ya» | 1:33     |  |
| 4.  | «La Mufeta»        | 2:49     |  |

Lado B
| N.º | Título                      | Duración |  |
| 1.  | «Entonces Qué»              | 4:39     |  |
| 2.  | «Las Palabras y los Gestos» | 9:46     |  |
| 3.  | «Ruca»                      | 1:17     |  |

## Integrantes
- Billy Bond (voz, guitarra acústica, arreglos orquestales)
- Kubero Díaz (guitarra)
- David Lebón (guitarra)
- Black Amaya (batería)
- Willie Cáceres (batería)
- Rinaldo Rafanelli (bajo)
- Alejandro Medina (bajo)
- Javier Martínez (voz, guitarra acústica)
- Donna Caroll (voz)
- Pablo Kusselman (saxo tenor)
- Rodolfo Mederos (bandoneón)
- Oscar López Ruiz (dirección y arreglos orquestales)
- Fernando Suárez Paz (violín)
- Antonio Agri (violín)